# Pitu Guli
Pitu Guli (makedonski: Питу Гули) (Kruševo, 1865. – Kruševo, Sjeverna Makedonija, 1903.) bio je makedonski revolucionar (etnički Cincar) i vojni vođa za vrijeme Ilindenskog ustanka i Kruševske Republike. Bio je i istaknuti član VMRO-a, od samih njegovih njegovih osnutaka.

## Životopis
Rođen je u siromašnoj obitelji, tako da je već zarana (sa 17 godina) napustio Makedoniju u potrazi za boljim životom, put ga je doveo u Sofiju (Bugarska). Tu se pridružio bugarskim nacionalistima i postao član paravojne formacije (makedonski: комити) Adama Kаlmikova (bugarskog nacionaliste) koja se ilegalno ubacivala u Makedoniju, tada pod vlašću Otomanskog carstva iz Bugarske. Prilikom takvog ilegalnog prijelaza je uhićen, zajedno s ostalim pripadnicima svoje čete i osuđen na osam godina zatvora, od kojih je sedam proveo u Trabzonu, Turska. 
Po odsluženju kazne, 1885. se vratio u rodno Kruševo, osnovao ustaničku jedinicu i pridružio se VMRO-u (Unutrašnja makedonska revolucionarna organizacija, makedonski: Внатрешната македонска револуционерна организација), borcima protiv Otomanskog carstva.
Godine 1902. ponovo je otputovao na rad u Bugarsku, a prilikom povratka u Маkedoniju ranjen je na granici i morao se vratiti u Bugarsku. U ožujku 1903. postaje vođa revolucionarnog odreda (makedonski: комита) i sa svojim odredom prelazi bugarsko-tursku granicu i dolazi u Kruševo.
Od travnja do kolovoza 1903. uvježbavao je svoje ljude za budući Ilindenski ustanak. Za samog ustanka, bio je jedan od najvažnijih vojnih vođa. Hrabro je poginuo, zajedno sa svim svojim ljudima (oko 360 boraca) u bitci kod Mečkinog kamena, branivši grad Kruševo od brojnijih turskih napadača. Pitu Guli je danas nacionalni junak u Sjevernoj Makedoniji i Bugarskoj, o njemu su ispjevane brojne narodne pjesme, a spominje se i u makedonskoj himni "Denes nad Makedonija" (Danas nad Makedonijom).

## Vanjske poveznice
- Posljednji branitelj republike (na makedonskom)  Arhivirana inačica izvorne stranice od 2. prosinca 2008. (Wayback Machine)